# Кршижик, Франтишек
Фра́нтишек Крши́жик (чеш. František Křižík; 8 июля 1847 года, Планице, Австро-Венгрия — 22 января 1941 года, Стадлец, Чехословакия) — чешский инженер, изобретатель и промышленник.

## Биография
Франтишек Кршижик родился 8 июля 1847 года в городе Планице в бедной семье сапожника. Среднюю школу окончил в Праге. В 1866 году поступил в Пражский технический университет.
В 1878 году Франтишек Кршижик изобрёл устройство от столкновения железнодорожных вагонов. Его первые эксперименты в Пльзене привели к изобретению в 1881 году дуговой лампы, которая получила название «Пльзенская лампа». Эта лампа сегодня хранится в Пльзенском музее.
В 1884 году Франтишек Кршижик создал собственную компанию по строительству трамвайных линий, электростанций и электрооборудования. Его компания построила первую в Австро-Венгрии электрическую железную дорогу «Табор-Бехине».
Скончался 22 января 1941 года и был похоронен на Вышеградском кладбище.

## Память
- Одна из станций Пражского метрополитена носит его имя.
- В Праге его именем назван комплекс поющих фонтанов. Он был их главным инженером.
- В Пльзене находится памятник Франтишеку Кршижику.
- Его именем назван один из астероидов[5].